# Ljubenszk
Ljubenszk, oroszul: Любенск, kis falu Oroszországbaj, a Pszkovi területen, nem messze Lugától, a Peszno-tótól északra, Pljussza járási központjától 22 km-re keletre és Zapolje plébánia központjától 5 km-re északkeletre található. ahol Nyikolaj Andrejevics Rimszkij-Korszakov zeneszerző, az orosz ötök tagja meghalt, és ahol az ő egykori dácsájában ma emlékmúzeum látogatható.

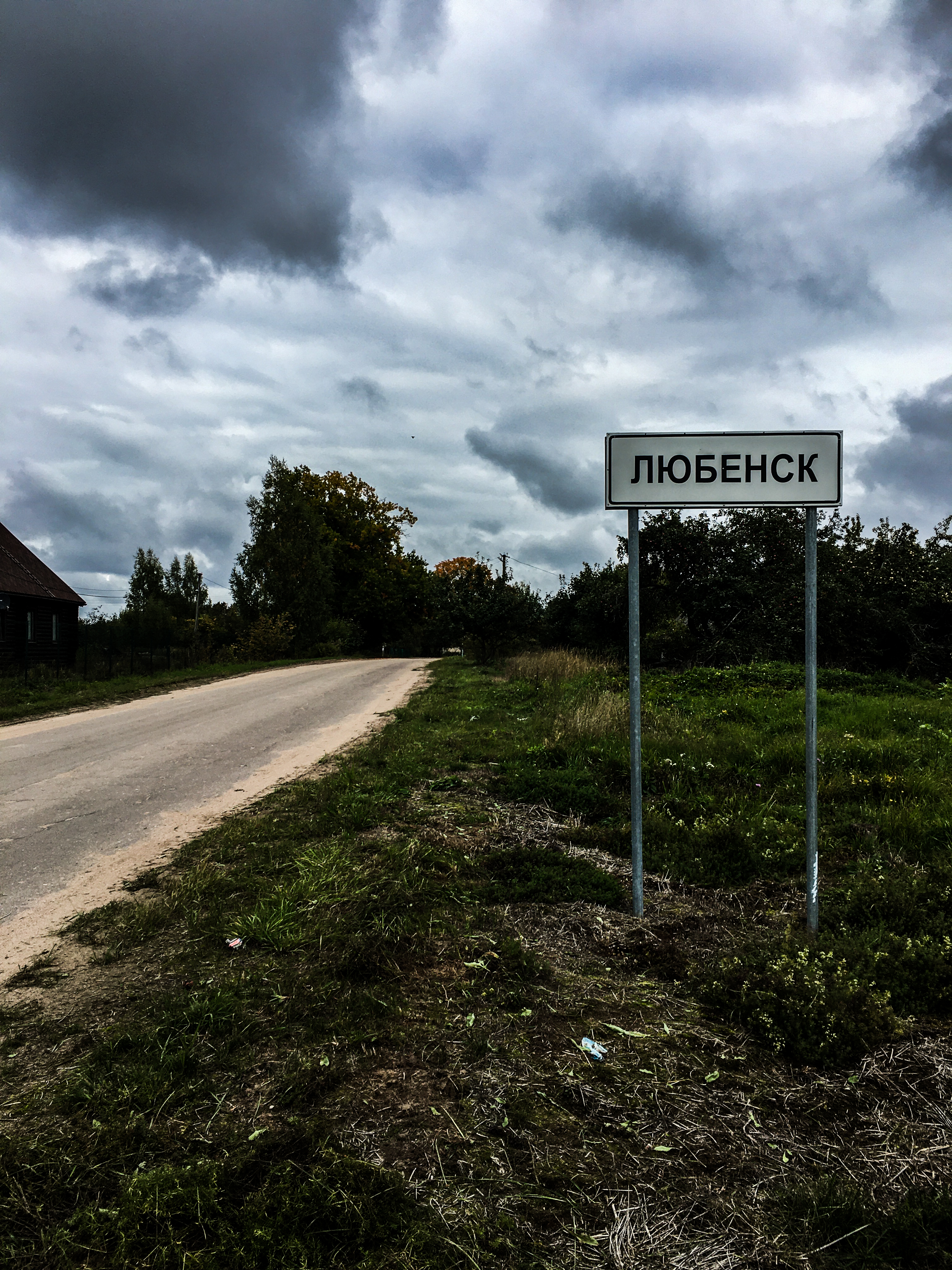
Útjelző a Rimszkij-Korszakov-múzeumhoz
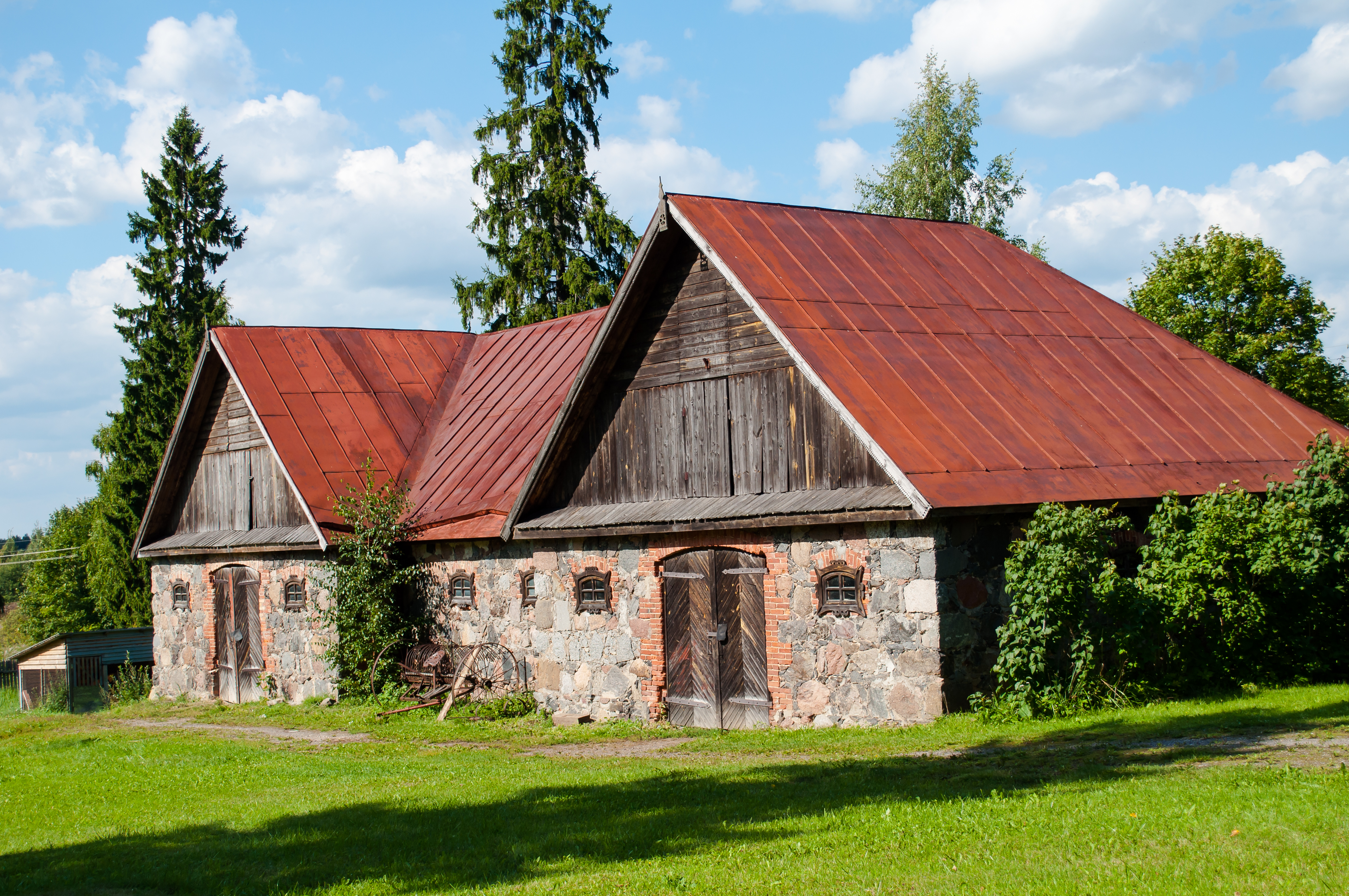
Kocsiszín (istálló) a birtokon

## Fordítás
- Ez a szócikk részben vagy egészben  a   Ljubensk című olasz Wikipédia-szócikk ezen változatának fordításán alapul.  Az eredeti cikk szerkesztőit annak laptörténete sorolja fel. Ez a jelzés csupán a megfogalmazás eredetét és a szerzői jogokat jelzi, nem szolgál a cikkben szereplő információk forrásmegjelöléseként.